# Sieczków (województwo świętokrzyskie)
Sieczków – wieś w Polsce, położona w województwie świętokrzyskim, w powiecie buskim, w gminie Tuczępy.
W latach 1975–1998 miejscowość administracyjnie należała do województwa kieleckiego.

## Części wsi
| SIMC    | Nazwa    | Rodzaj  |
| ------- | -------- | ------- |
| 0275530 | Bielicha | kolonia |
| 0275547 | Bugaj    | kolonia |
| 0275553 | Dębniak  | kolonia |

## Dawne części wsi – obiekty fizjograficzne
W latach 70. XX wieku przyporządkowano i opracowano spis lokalnych części integralnych dla Sieczkowa zawarty w tabeli 1.

| Nazwa wsi – miasta | Nazwy części wsi – miasta | Nazwy obiektów fizjograficznych – charakter obiektu                                                                                               |
| ------------------ | ------------------------- | --- |
| I. Gromada TUCZĘPY |                           | |
| 1. Sieczków        | 1. Bielicha 2. Dębniak    | 1. Dębniak — pole 2. Kał — pole 3. Kapitanka — łąki 4. Pańskie — pole 5. Płóski — pole 6. Podlesie — pole 7. Przymiarki — łąki 8. Za Rzeką — łąki |

## Historia
Od połowy XVI wieku do 1849 roku istniała tu parafia kalwińska.

## Literatura
1. Kaczmarek Leon (red. nauk. zeszytu), Taszycki Witold (red. nauk. wyd.): Urzędowe Nazwy miejscowości i obiektów fizjograficznych. 33. Powiat staszowski województwo kieleckie. Komisja ustalania nazw miejscowości i obiektów fizjograficznych (do użytku służbowego). Z: 33. Warszawa: Urząd Rady Ministrów. Biuro do Spraw Prezydiów Rad Narodowych, 1970. Brak numerów stron w książce